# Louis Truscott
Louis Truscott (ur. 10 lipca 1978 w Houston) – amerykański koszykarz występujący na pozycji silnego skrzydłowego.
W sezonie 2010/2011 koszykarz beniaminka polskiej ligi koszykówki Siarki Tarnobrzeg, pozyskany z Rumuńskiego BC Mureș Târgu Mureș. Grał m.in. w lidze NCAA. Jest rekordzistą PLK w sezonie 2010/2011 w liczbie zbiórek w jednym meczu. W meczu przeciwko Zastalowi Zielona Góra zanotował 21 zbiórek, z czego aż 8 w ataku.